# Sherrill (New York)
Sherrill ist eine City im Oneida County, New York in den Vereinigten Staaten. Das U.S. Census Bureau hat bei der Volkszählung 2020 eine Einwohnerzahl von 3.077 ermittelt. Sherrill wird häufig als The Silver City bezeichnet.

## Geschichte
Sherrill wurde 1916 durch ein spezielles Gesetz der Regierung des Bundesstaates gegründet. Die City ist einzigartig unter den Citys in New York, weil die Satzung in vielfacher Hinsicht Sherrill wie ein Village behandelt, und die Verwaltung der Town of Vernon hat die Jurisdiktion über das Territorium der City behalten. Alle anderen Citys in New York sind vollkommen unabhängig von Townverwaltungen.

## Geographie
Sherill liegt am westlichen Ende der Town of Vernon an der New York State Route 5. Sherrills geographische Koordinaten sind 43° 4′ N, 75° 36′ W. Der Ort grenzt an das Madison County. Nach den Angaben des United States Census Bureaus hat die City eine Gesamtfläche von 5,2 km², ohne nennenswerte Gewässerflächen.

## Demographie
Zum Zeitpunkt des United States Census 2000 bewohnten Sherrill 3147 Personen. Die Bevölkerungsdichte betrug 601,5 Personen pro km². Es gab 1309 Wohneinheiten, durchschnittlich 250,2 pro km². Die Bevölkerung Sherrills bestand zu 98,00 % aus Weißen, 0,22 % Schwarzen oder African American, 0,60 % Native American, 0,60 % Asian, 0 % Pacific Islander, 0,03 % gaben an, anderen Rassen anzugehören und 0,54 % nannten zwei oder mehr Rassen. 0,83 % der Bevölkerung erklärten, Hispanos oder Latinos jeglicher Rasse zu sein.
Die Bewohner Sherrills verteilten sich auf 1262 Haushalte, von denen in 33,6 % Kinder unter 18 Jahren lebten. 59,3 % der Haushalte stellten Verheiratete, 8,1 % hatten einen weiblichen Haushaltsvorstand ohne Ehemann und 30,3 % bildeten keine Familien. 27,4 % der Haushalte bestanden aus Einzelpersonen und in 15,9 % aller Haushalte lebte jemand im Alter von 65 Jahren oder mehr alleine. Die durchschnittliche Haushaltsgröße betrug 2,48 und die durchschnittliche Familiengröße 3,03 Personen.
Die Bevölkerung verteilte sich auf 26,2 % Minderjährige, 5,8 % 18–24-Jährige, 25,0 % 25–44-Jährige, 25,9 % 45–64-Jährige und 17,1 % im Alter von 65 Jahren oder mehr. Der Median des Alters betrug 41 Jahre. Auf jeweils 100 Frauen entfielen 86,8 Männer. Bei den über 18-Jährigen entfielen auf 100 Frauen 81,8 Männer.
Das mittlere Haushaltseinkommen in Sherrill betrug 48.919 US-Dollar und das mittlere Familieneinkommen erreichte die Höhe von 60.573 US-Dollar. Das Durchschnittseinkommen der Männer betrug 41.179 US-Dollar, gegenüber 26.500 US-Dollar bei den Frauen. Das Pro-Kopf-Einkommen belief sich auf 22.311 US-Dollar. 2,2 % der Bevölkerung und 0,8 % der Familien hatten ein Einkommen unterhalb der Armutsgrenze, davon waren 2,6 % der Minderjährigen und 3,9 % der Altersgruppe 65 Jahre und mehr betroffen.

## Belege
1. ↑  US Census Bureau: Search Results Sherrill city, New York. Abgerufen am 12. Februar 2023 (amerikanisches Englisch).
2. ↑  Sherrill New York homepage. City of Sherrill, abgerufen am 7. August 2012 (englisch).
3. ↑  Sherrill City Charter. City of Sherrill, abgerufen am 7. August 2012 (englisch).